# Otrado-Ólguinskoie
Otrado-Ólguinskoie - Отрадо-Ольгинское (rus) - és un poble del krai de Krasnodar, a Rússia. És a 19 km al sud-est de Gulkévitxi i a 153 km a l'est de Krasnodar.
Pertanyen a aquest poble el poble de Novomikhàilovskoie i el khútor Kíevka.